# Pod (orca)

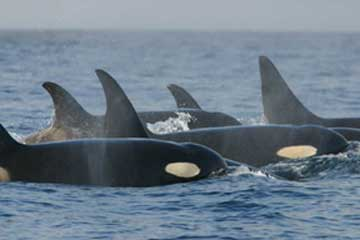

Il pod è l'unità familiare in cui si organizzano le orche.
Ogni pod è formato da almeno un maschio, una femmina con i relativi piccoli e altre femmine anziane e sterili. Difficilmente si superano i 25 individui e ancora più raramente i 50.
I membri di un pod comunicano tra loro attraverso un "dialetto" proprio del pod e che viene tramandato di generazione in generazione.
Sono possibili influenze tra "dialetti" di pod differenti che si ritrovano a vivere in stretto contatto tra di loro, portando così alla nascita di un nuovo "linguaggio" che si presenta come una unione dei "dialetti" originari.
In Italia è stato avvistato, a partire dal 1º dicembre 2019, un pod Atlantico spintosi sino al Golfo di Genova. Inizialmente composto da cinque individui, sì è registrato dopo pochi giorni il decesso di uno degli esemplari, un cucciolo, che è stato tenuto a galla e trascinato dalla madre per oltre una settimana. Successivamente all'abbandono del piccolo, il pod ha continuato a stazionare nei pressi del bacino del Porto di Pra'. Nelle ore notturne nuotavano, a fini probabilmente di caccia, al di fuori del bacino, salvo poi rientrare nella mattina seguente. A due settimane dalla loro comparsa, era ignota la causa principale circa la loro permanenza. Il loro comportamento è oggetto di approfondito studio, non essendo assolutamente semplice ascriverne la causa. Il 16 dicembre è stato possibile, grazie ad un confronto di immagini con molteplici istituti di ricerca internazionale, risalire alla provenienza del pod. Gli individui, denominati SN112, SN 113, SN 114 ed SN115, sono arrivati dall'Islanda, confermando quindi l'ipotesi che gli odontoceti fossero originari dell'area Atlantica settentrionale. Il percorso migratorio di oltre 5200 chilometri ha fatto sì che questo spostamento divenisse uno dei più lunghi mai registrati nella storia di questa specie. La mattina del 18 dicembre le orche non erano state avvistate nel bacino del porto di Pra'. Poche ore dopo la loro presenza veniva segnalata al largo di Vado Ligure. Dopo una permanenza durata diciassette giorni nelle acque del ponente genovese, quindi, il pod ha cominciato a spostarsi verso ovest.